# Wings of War
Wings of War, di Andrea Angiolino e Pier Giorgio Paglia, è un gioco da tavolo espandibile che raccoglie una collana di giochi di simulazione e di tattica dedicata ai combattimenti aerei della prima e seconda guerra mondiale. Originariamente prodotta dalla Nexus Editrice, e dalla primavera 2008 alla primavera 2011 pubblicata dalla NG International, è ora pubblicato dalla Ares Games nella nuova edizione Wings of Glory, completamente compatibile con la precedente.
Il gioco usa al posto delle pedine delle carte oppure delle miniature di aeroplani, per rappresentare gli scontri nei cieli durante le guerre del XX secolo.
La prima serie è dedicata all'era dei "Cavalieri dell'Aria", la prima guerra mondiale, con una precisa ricostruzione delle caratteristiche degli aerei da combattimento di quel periodo. Le immagini degli aerei e le scene di copertina sono state illustrate da Vincenzo Auletta, mentre le viste panoramiche del terreno sono state disegnate da Dario Calì. La grafica è di Fabio Maiorana. Le illustrazioni si sono basate su un'ampia documentazione storica. La seconda serie è invece dedicata alla seconda guerra mondiale.
Pubblicato per la prima volta in italiano nel 2004, il gioco ha avuto edizioni ufficiali in inglese, tedesco, greco, francese, spagnolo, olandese, russo, polacco, ceco, portoghese, giapponese, finlandese e svedese oltre a traduzioni in varie altre lingue.
Nel 2013 la Ares Games ha lanciato Sails of Glory di Andrea Angiolino e Andrea Mainini, gioco basato su analoghi meccanismi e che propone scontri tra velieri in epoca napoleonica. Lanciato tramite la piattaforma Kickstarter, è il progetto italiano di maggior successo su tale piattaforma.

## Meccaniche di gioco
Wings of War include carte e miniature per inscenare combattimenti fra aeroplani della prima o della seconda guerra mondiale, da far combattere sfruttando un set di regole particolarmente snello, ma al tempo stesso molto completo. Una volta schierati gli aerei sul tavolo da gioco i partecipanti alla partita scelgono segretamente quali manovre effettuare selezionando le carte dell'apposito Mazzo Manovra (ogni aeroplano dispone di un mazzetto di carte illustrate, differente da aereo ad aereo per rispecchiarne le caratteristiche tecniche). Dopodiché le carte vengono rivelate contemporaneamente e le miniature degli aerei vengono spostate di conseguenza, basandosi sulle traiettorie indicate sulle carte stesse. Quando un giocatore riesce a inquadrare uno o più aerei nel proprio raggio di tiro, apre il fuoco e, ai velivoli colpiti, sono assegnate delle carte che indicano i danni subiti. Il raggio di tiro è misurato da un righello, l'avversario pesca una carta di danni o due se la distanza è di mezzo righello o meno. Le carte manovra disponibili, la potenza di fuoco e il numero di colpi che si possono incassare prima di essere abbattuti dipendono dall'aereo scelto. Esistono regole opzionali che gestiscono danni speciali e inseguimenti.
Wings of Glory è gioco espandibile a piacimento che supporta bene sia sfide per due partecipanti, sia partite con un grande numero di giocatori. Con la confezione base può essere giocato da 2/4 persone, ma può essere combinato con ulteriori confezioni della stessa serie o anche con altre copie dello stesso set per giocare da un numero maggiore di giocatori. Risulta quindi essere un gioco modulare e permette ai giocatori di aggiungere o rimuovere regole a seconda del livello di complessità e simulazione che si vuole raggiungere. Ad esempio è possibile gestire l'altitudine degli aerei, permettere manovre particolari o aggiungere effetti speciali da tenere a mente, come il fumo di un aereo danneggiato.

## Scatola base ed espansioni

Copertina della terza scatola

Le prime due confezioni della collana sono Wings of War - Famous Aces (Nexus Editrice 2004) e Wings of War - Watch your back! (Nexus Editrice 2005). La prima scatola include SPAD XIII, Sopwith Camel, Sopwith Triplane, Fokker Dr.I e Albatros D.Va, mentre WoW - Watch your back! aggiunge altri caccia e biposto di entrambi gli schieramenti che consentono missioni di ricognizione, bombardamento e così via.
La terza confezione, Wings of War - Burning Drachens (Nexus Editrice 2005) introduce, oltre alle regole per il gioco in solitario e per i cambi di quota, anche palloni frenati, razzi aria-aria, proiettili incendiari, batterie antiaeree, fuoco di fanteria e altro.
I due booster pack Wings of War - Recon Patrol e Wings of War - Top Fighters (entrambi Nexus Editrice 2006) aggiungono al gioco nuovi modelli di aereo, fornendo i relativi mazzi manovra, ma richiedono almeno una delle scatole base per poter essere utilizzati. A questi primi hanno fatto seguito nel 2008 altri due booster: Wings of War - Dog Fight e Wings of War - Immelman.
La serie Wings of War - Miniatures, uscita a maggio 2007, propone modellini dipinti in scala 1/144. Le colorazioni sono storicamente accurate, e ciascun modellino viene venduto completo di basetta e rialzi per la quota, nonché con il mazzo di carte manovra corrispondente. I primi 12 modellini (serie 1) sono: SPAD XIII (Fonck, Baracca, Rickenbacker), Fokker Dr.I (M. von Richthofen, Kempf, Rahn), Albatros D.Va (Udet, Jentsch, Weber) e Sopwith Camel (Barker, Olieslagers, Ellwood). È disponibile un Wings of War - Miniatures De Luxe set con quattro modellini (Baracca, von Richthofen, Udet e Barker). I successivi 12 modellini (serie 2) includono il Fokker D.VII (Göring, Schäfer, Udet), il Sopwith Snipe (Barker, Baker, Ryrie), il Roland C.II (M. von Richtofen, Seibert & Pfleger, (Luftstreitkräfte)) e il de Havilland D.H.4 (Cadbury & Leckie, (American Expeditionary Forces), Atkey). I modellini della Serie 3 sono il Nieuport 17 (Gervais Lufbery e Georges Thenault, Charles Nungesser, Kibanov), l'Albatros D.III (Godwin Brumowski, Ludwig Hautzmayer e Werner Voss), Ufag C.I (Flick 23/D e due non meglio precisati apparecchi dell'austro-ungarica k.u.k. Luftfahrtruppen), RAF R.E.8 (John Longton e Thomas Carson, Gerald Ferguson e Fry, Aviation Militaire belga). Il set Wings of War - Balloon Busters(NG International 2010) aggiunge i modellini del Nieuport 16 armato di razzi Le Prieur e del pallone frenato Claquot/Ae800.
Wings of War - The Dawn of World War II (Nexus Editrice 2007) è il primo titolo della serie dedicata alla seconda guerra mondiale e presenta soprattutto aeroplani dell'inizio del conflitto come Spitfire, Hurricane, Bf 109, Zero, Reggiane Re.2002. Gli hanno fatto seguito i due booster Flying Legend (dedicato allo spitfire) e Eagles of the Reich (sul Messerschmitt Bf.109), nonché Wings of War - Fire from the sky (NG International 2009) con aerei come Stuka, Val, Douglas SBD Dauntless, Curtiss P-40, Reggiane Re.2001. Le 12 miniature della serie I dedicata alla seconda guerra mondiale, in scala 1/200, includono Supermarine Spitfire Mk.I - Mk.II (Eric Clive Le Mesurier, Adolphe Vybral, Jan Falkowski), Messerschmitt Bf 109 E (Werner Mölders, Wilhelm Balthasar, Adolf Galland), Mitsubishi A6M2 Reisen/Zero (Tadashi Kaneko, Saburō Sakai, Saburo Shindo) e Grumman F4F Wildcat/Martlet III (Robert Edward Galer, Alan F. Black e Hamilton McWorther). Anche in questo caso è disponibile un Wings of War - WW2 Miniatures De Luxe set (NG International 2009) con quattro modellini (Spitfire, Bf.109, Wildcat e Reisen), ma in questo caso con colorazioni diverse da quelle dei modellini sfusi (Alan Wright, Erhardt Pankratz, Earl H. Steiger, Iyozō Fujita).
Wings of Glory: WW2 Starter Set (Ares Games, 2012). Scatola base della nuova versione del regolamento dedicata alla seconda guerra mondiale, contiene quattro modellini: Curtiss P-40, Yakovlev Yak-1, Kawasaki Ki-61 e Reggiane Re.2001 e relativi mazzi manovra, pedine e un manuale con il regolamento di gioco e gli scenari. Gli aerei a disposizione possono essere incrementati con i set di espansione della serie Wings of Glory: WW2 Airplane Pack (ognuno contiene un singolo modello e relativo mazzo manovra) e Wings of Glory: WW2 Special Packs (modelli di dimensioni maggiori di quelli del set base come i bombardieri North American B-25 Mitchell  e Heinkel He 111. Viene venduta anche una confezione, la Wings of Glory: WW2 Rules and Accessories Pack, contenente solo il regolamento e gli accessori per il gioco da combinare con il set base o con le confezioni di miniature singole.
Wings of Glory: WW1 Rules and Accessories Pack (Ares Games, 2012). Scatola base contenente il regolamento dedicato alla prima guerra mondiale e gli accessori necessari al gioco, eccetto le miniature, da integrare con Wings of Glory: WW1 Airplane Packs (confezioni contenenti ognuna la miniatura di un aereo e relativo mazzo manovra), Wings of Glory: WW1 Special Packs (miniature di aerei di grandi dimensioni, come il Caproni Ca.3 o il Gotha G.V, Wings of Glory: WW1 Duel Pack (confezioni contenenti ognuna due modellini di aerei avversari).

## Record

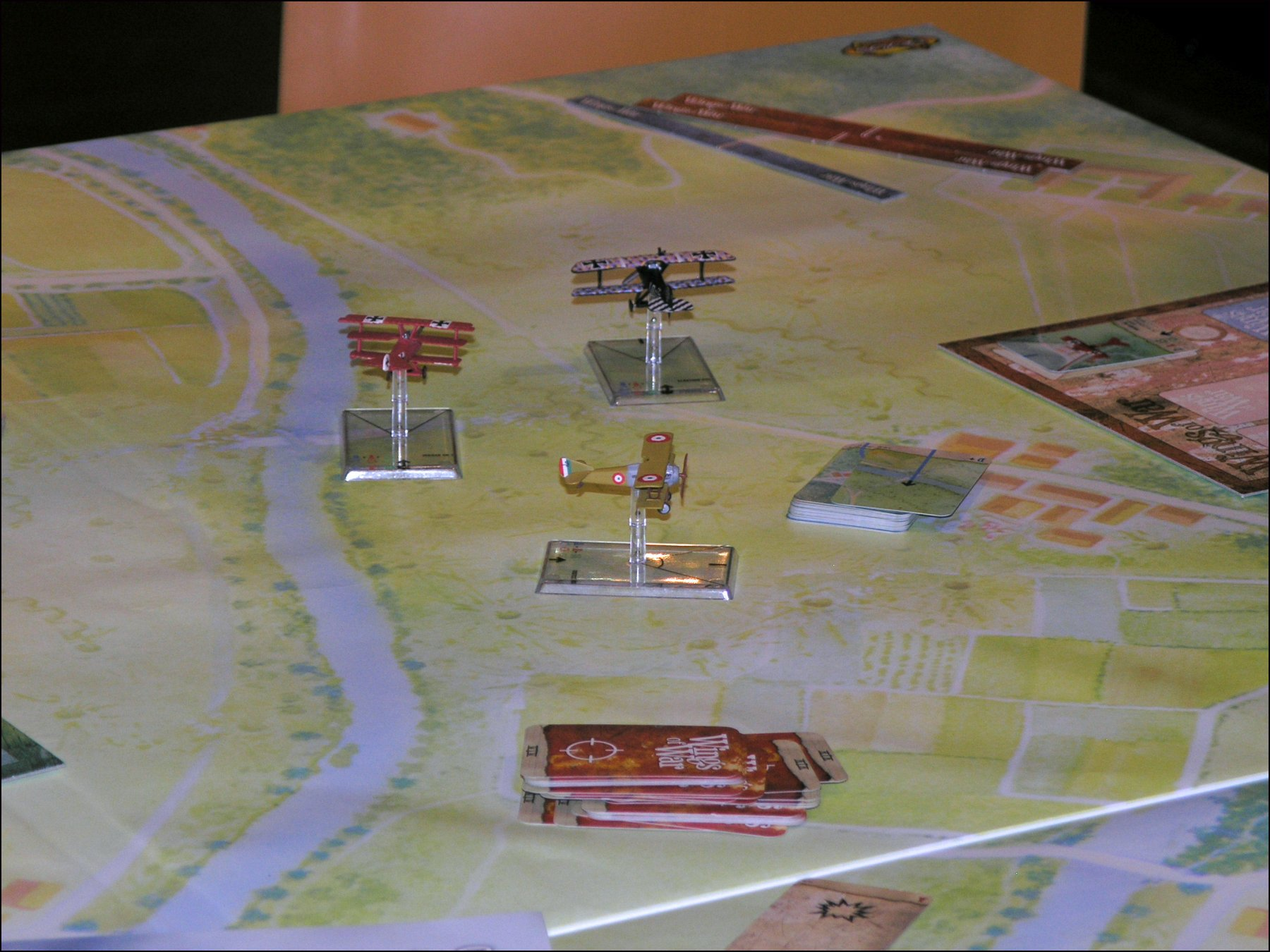
Partita di Wings of War in corso.

Vista la meccanica di gioco immediata, e l'assenza di un limite massimo di giocatori, fin dall'inizio della sua diffusione Wings of War è stato protagonista di "Partite da Record" con decine di giocatori, e continue sfide da parte di appassionati per realizzare la partita con più partecipanti.
Il Record attuale è di 100 giocatori, stabilito il 22 settembre 2013 a Firenze all'interno della manifestazione FirenzeGioca. La partita, organizzata da Mister Neko, ha visto fra i partecipanti giocatori di svariate parti d'Italia, nonché lo stesso autore del gioco, Andrea Angiolino.
I record precedenti erano:
92 giocatori, stabilito il 24 gennaio 2011 alla GWAVACon in California
81 giocatori, del 14 giugno 2009 nell'ambito della manifestazione PisaGioca organizzata dalla Tana dei Goblin - Pisa.
61 giocatori, del marzo 2009, nello Utah, Stati Uniti d'America.
Prima ancora: 47 giocatori alla LeiriaCon di Leiria, Portogallo, il 26 gennaio 2008; 34 alla PisaCon di Pisa, il 21 febbraio 2007; 25 a Sulle Ali del Gioco, organizzate dalla Reindeer Corporation - Club TreEmme Roma, nel Museo storico dell'Aeronautica Militare di Vigna di Valle; 22 a Mucca Games, Tarquinia 22 maggio 2005; 13 al Weekend Enogastroludico di Bossolasco, 7-8 maggio 2005.